# Turbicellepora armata
Turbicellepora armata är en mossdjursart som först beskrevs av Walter Douglas Hincks 1860.  Turbicellepora armata ingår i släktet Turbicellepora och familjen Celleporidae. Inga underarter finns listade i Catalogue of Life.